# Prostituce

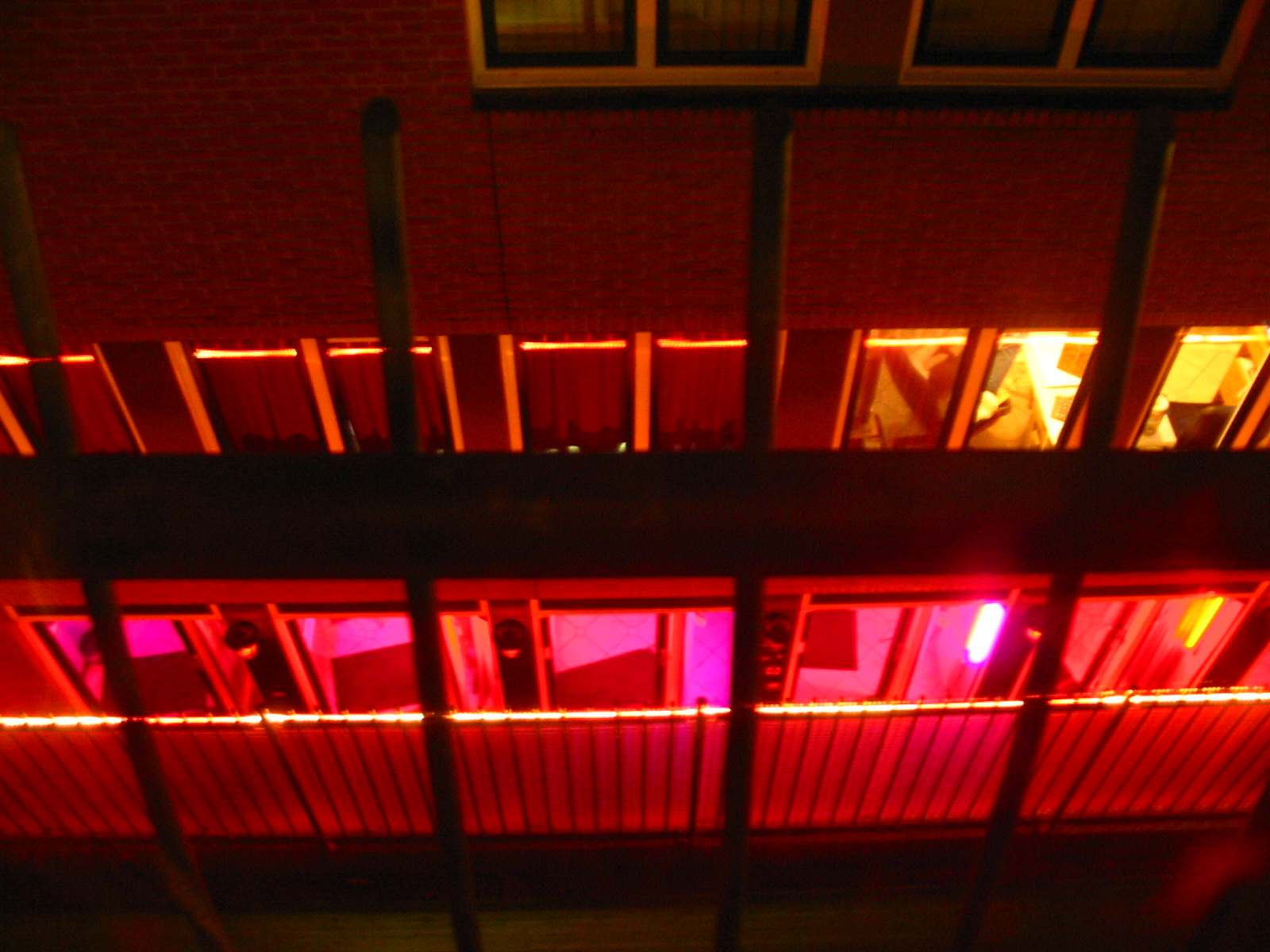
Prostituce je legální v Amsterdamu

Prostituce (z latiny prostituere) je poskytování sexuálních služeb za úplatu nebo jakoukoli jinou protihodnotu. Pro ženu se používá výraz prostitutka, moderně někdy z angličtiny callgirl, „eskort“ nebo „eskortní dáma“. České označení pro muže takovou službu poskytující je prostitut (srov. gigolo). Prostituci může organizovat kuplíř, slangově „pasák“.

## Charakteristika
Většinu prostituujících tvoří ženy. To je dáno poptávkou, která z velké většiny pochází od mužů. Na druhou stranu většina prostitutů má mužskou klientelu. Služby nabízejí prostitutky a prostituti různými způsoby, například přímo na ulici, ve specializovaných podnicích – nevěstincích (lidově z francouzštiny „bordel“) či v zařízeních deklarovaných jako masážní salóny, v barech a různých nočních podnicích. Rozšířené jsou také služby označované jako escort service, kdy tzv. callgirl, resp. callboy (dívky, chlapci na zavolání), přijíždějí přímo za zákazníkem a poskytují mu sexuální služby v jeho prostorách.

## Historie
Prostituce je známa z většiny rozvinutých kultur. V některých kulturách, například již v Babylóně, existovala i její posvátná forma. Používá se pro ni někdy označení „horizontální řemeslo“ nebo "nejstarší řemeslo".
Starověký Řím prostituci trpěl mimo jiné s odůvodněním, že muži, jejichž manželky je nedokážou sexuálně uspokojit, musejí mít možnost hledat jinde. V Evropě se nejpozději v 15. a 16. století vyskytovaly nevěstince jako povolená a kontrolovaná součást městského života, využívaná muži všech sociálních vrstev. Prostituce byla vnímána jako jakási ochrana manželek, prostředek k omezování cizoložství. Od 17. století však byly nevěstince zakazovány, částečně z obav před šířením chorob. Alfred Charles Kinsey ve svých výzkumech ve Spojených státech první poloviny 20. století zjistil, že 70 % mužů mělo zkušenosti s prostitutkami.
Americký historik Thaddeus Russell v jedné ze svých knih postuluje, že v období druhé poloviny 19. století a první poloviny 20. století bylo prostitutkami prolomeno mnoho dobových tabu, což mělo dohru ve zlepšení práv žen ve zbytku společnosti, např. být mimo domácnost sama, nosit barevné oblečení (ve viktoriánské Británii bylo společenským požadavkem pro ženy oblečení černé barvy). Russell dodává, že kosmetický průmysl byl vybudován zčásti pro potřeby prostitutek nebo že prostituce byla prvním povoláním, v němž mohly ženy vydělávat stejně nebo více než muži.
Obdoba prostituce se objevuje i u člověku nejbližšího živočišného druhu, šimpanze bonobo, u kterého se běžně vyměňuje poskytnutí sexu samcům za kvalitní potravu.

## Přístup státu k prostituci

Prostituce legální a regulovaná
Prostituce (směna sexu za peníze) legální, ale organizované aktivity jako nevěstince, kuplířství a pasáctví ilegální; prostituce není regulována
Legalita se liší podle místních zákonů
Nelegální nákup sexu a pro zapojení třetí strany, legální prodej sexu
Žádný trestní postih za prostituci
Prostituce ilegální
Nejsou data

Politici se s prostitucí odedávna snaží nějakými způsoby vypořádat. Existují tři základní přístupy:
- reglementace – stát se v oficiální snaze o „kontrolu“ situace stává spoluorganizátorem prostituce. Relativním a sporným přínosem této varianty je menší prostor pro kuplířské mafie, případně možnost zdanění prostituce. Podle kritiků reglementace stát de facto legalizuje kuplířství a pasáctví a stává se největším pasákem[7]. Tím se však dostává stát do rozporu s mezinárodní Úmluvou o potlačování a zrušení obchodu s lidmi a využívání prostituce druhých osob.
- abolice – státní instituce se zaměřují na průvodní jevy prostituce, jako je obchod se ženami či kuplířství, problém prostituce jako takové zůstává neřešen.
- represe – prostituce je považována za společensky nežádoucí, trestnou činnost a pokud existuje, tak jen ilegálně.

## Situace v Česku
V roce 2000 byla prostituce rozšířena při státní hranici s Německem (Hora Sv. Šebestiána, Cheb, Domažlice, Železná Ruda), Rakouskem Dolní Dvořiště, na mezinárodních silničních tazích do Polska (Náchod, Karviná) a ve velkých městech, především v Praze.

## České právo
Platná právní úprava prostituce je podle § 15 zákona č. 241/1922 Sb. z. a n., o potírání pohlavních nemocí, jsou orgány státní správy oprávněny zřizovat ústavy, ve kterých by se dostalo řemeslným prostitutkám dočasného útulku a příležitosti k nápravě.
Trestní zákoník potírá organizovanou prostituci ustanovením o trestnosti kuplířství (§ 189) a obchodování s lidmi (§ 168). Česká republika je od 14. března 1958 rovněž vázána Mezinárodní úmluvou o potlačování a zrušení obchodu s lidmi a vykořisťování prostituce jiného (úmluva nebyla nikdy publikována ve Sbírce zákonů). Samotná prostituce není v České republice trestná. Současná legislativa ji nepovoluje ani nezakazuje. Osoby, které sexuální služby poskytují, nemohou být za své jednání trestně stíhány.
Podle § 6 zákona č. 359/1999 Sb., o sociálně-právní ochraně dětí se sociálně-právní ochrana zaměřuje mj. na děti, které se živí prostitucí.
Mnohé obce regulují nabízení sexuálních služeb na veřejných prostranstvích obecními vyhláškami v rámci ochrany veřejného pořádku. Ústavní soud ČR se zpočátku držel výkladu, že takové omezení může obec vyhlásit jen pro přesně vymezená prostranství, později ve svých nálezech připustil i vymezení obecnou charakteristikou (zastavěné části obce) či zákaz týkající se všech veřejných prostranství na celém území obce.